# أيا شيموكوزوي
أيا شيموكوزوي (下小鶴 綾) (7 يونيو 1982 في ناغاوكاكيو في اليابان – )؛ هي لاعبة كرة قدم كانت تلعب كمدافع. ولعبت مع منتخب اليابان لكرة القدم للسيدات.

## وصلات خارجية
- أيا شيموكوزوي على موقع الاتحاد الدولي (مؤرشف)  (الإنجليزية)
- أيا شيموكوزوي على موقع قاعدة بيانات كرة القدم.إي يو (الإنجليزية)
- أيا شيموكوزوي على موقع عالم كرة القدم.نت (الإنجليزية)
- أيا شيموكوزوي على موقع أوليمبيديا (الإنجليزية)